# EDSAC

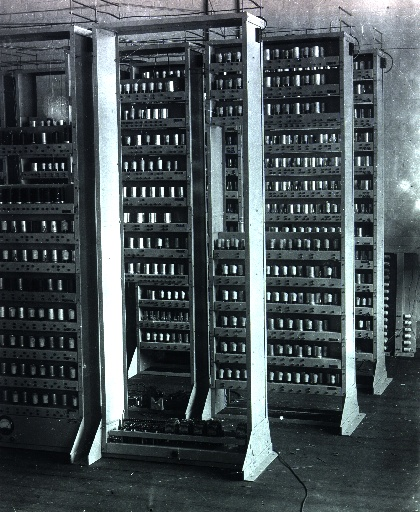
EDSAC

EDSAC (англ. Electronic Delay Storage Automatic Computer) — електронна обчислювальна машина, створена 1949 в Кембридзькому університеті (Велика Британія) групою на чолі з Морісом Вілксом. Перший у світі робочий і практично використовуваний комп'ютер зі збереженою в пам'яті програмою. Архітектура комп'ютера успадковувала архітектуру американського EDVAC.
На створення EDSAC пішло два з половиною роки. Навесні 1949 року було завершено налагодження машини, і 6 травня 1949 року була виконана перша програма — обчислення таблиці квадратів чисел від 0 до 99. Публіка змогла побачити комп'ютер 22-25 червня 1949 року.

## Технічні характеристики
Комп'ютер складався з приблизно 3000 електронних ламп. Основна пам'ять комп'ютера складалася з 32 ртутних ультразвукових ліній затримки, кожна з яких зберігала 32 слова по 17 біт, включаючи біт знака — разом 1024 комірок пам'яті. Була можливість підключити додаткові лінії затримки, що дозволяло працювати зі словами в 35 двійкових розрядів (включаючи біт знаку). Обчислення проводилися в двійковій системі зі швидкістю від 100 до 15 000 операцій за секунду. Споживана потужність — 12 кВт, займана площа — 20 м².

## EDSAC-2
1953 в тій же лабораторії під керівництвом Вілкса і Ренвіка розпочалася робота над другою моделлю комп'ютера. Як оперативний запам'ятовувач використовувалися елементи на феритових осердях, загальною ємністю 1024 слова. В новій машині з'явився постійний запам'ятовувач (ПЗ) — спочатку на діодах, а потім на феритовій матриці. Головним нововведенням було використання мікропрограмного керування: деякі з команд можна було складати з набору мікрооперацій; мікропрограми записувалися в постійній пам'яті.
EDSAC-2 розпочала роботу 1957-го року і працювала до 1965-го.